# Rijksbeschermd gezicht Rotterdam - Waterproject
Gezicht Rotterdam - Waterproject is een van rijkswege beschermd stadsgezicht in Rotterdam in de Nederlandse provincie Zuid-Holland. De procedure voor aanwijzing werd gestart op 27 februari 2009. Het gebied werd op 1 juli 2011 definitief aangewezen. Het beschermd gezicht beslaat een oppervlakte van 65,3 hectare.
Het stadsgezicht Waterproject bestaat uit een serie weteringen die aan weerszijden bebouwd zijn met representatieve architectuur. Het gebied omvat twee singeltrajecten door Rotterdam:
- Westersingel, Eendrachtsweg, Eendrachtsplein, Mauritsweg / Spoorsingel, Provenierssingel
- Boezemsingel, Crooswijksesingel, Noordsingel, Bergsingel

De singeltrajecten bestaan uit een slingerende wetering, met aan beide kanten een singel. Aan de ene kant is dit een bijna rechte weg en aan de andere kant volgt de singel. Het Waterproject ontstond in 1854 en werd ontworpen door stadsarchitect W.N. Rose en J.A. Scholten van het hoogheemraadschap van Schieland. De singels van het Waterproject werden tussen 1859 en 1866 aangelegd door landschapsarchitecten Jan David Zocher en diens zoon Louis Paul Zocher.

## Geschiedenis

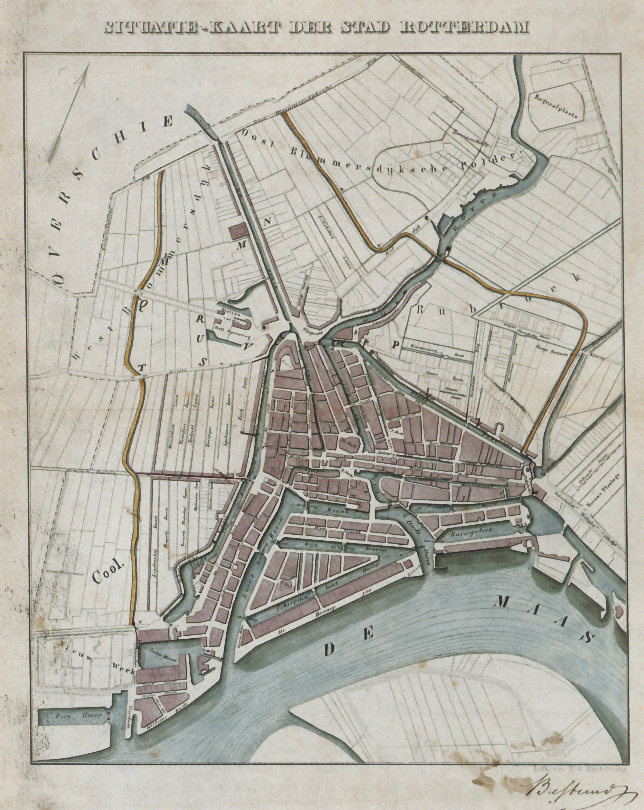
Waterproject 1854 - in oranje de nieuwe singels

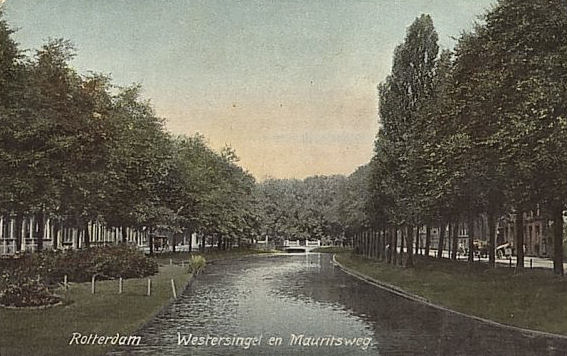
Westersingel in Rotterdam

Het Waterproject is een project uit de 19e eeuw om de stad Rotterdam van schoon oppervlaktewater te voorzien. Het eerste plan is in 1841 ontworpen door de Rotterdamse stadsarchitect Willem Nicolaas Rose in samenwerking met Jan Arent Scholten van het hoogheemraadschap van Schieland.
Het Waterproject stamt uit de tijd dat het water in de Rotterdamse grachten en vaarten drie functies had:
- afvoer van regenwater en huishoudelijk afvalwater
- stortplaats van afval
- bron van drinkwater

De stort van afval en rioolwater leidde tot een enorme stank in de grachten, en door het gebruik van dit vervuilde water als drinkwater kwam de ziekte cholera regelmatig tot uitbraak in Rotterdam. Het ontwerp van 1841 werd door de Rotterdamse gemeenteraad te duur bevonden, waardoor werd besloten om alleen het westelijk deel uit te voeren. Toen in de jaren erop cholera bleef uitbreken bleven komen, werd in 1854 besloten alsnog een herzien plan voor het gehele gebied uit te voeren.
Voor het Waterproject werden twee singel-complexen in de polders rond de stad aangelegd, met aan het einde van de singels een gemaal. Vers water werd ingelaten vanuit de Nieuwe Maas. Dit water spoelde door de grachten en vaarten naar het lager gelegen polderniveau en werd via de gemalen weer teruggepompt in de Nieuwe Maas.
De singels werden aangekleed door de landschapsarchitecten Jan David Zocher en Louis Paul Zocher, en vormden een aantrekkelijke woonomgeving voor de bovenlaag van de Rotterdamse bevolking.
Door het Waterproject verbeterde de kwaliteit van het oppervlaktewater in Rotterdam aanzienlijk en nam ook de stankoverlast af. Het probleem van de cholera-uitbraken was echter niet geheel opgelost. In 1870 werd daarom de Gemeentelijke Drinkwaterleiding Rotterdam opgericht en in 1883 werd begonnen met de aanleg van gemeentelijke rioleringen.
Het waterproject maakte deel uit van het Coolpolderplan, eveneens opgesteld door Rose.